# 羊淑祎
羊淑祎，字淑祎，南朝女性人物，萧矫的妻子。
羊淑祎性情至孝，为父居丧，哭到吐血。母亲曾经得病，羊淑祎在半夜祈祷，忽然见一人在树下，自称枯桑君，说："要是想要人没有病患，在亥时人泄气时，从西南找到一块白石头压住它。"说完就不见了。第二天按照他说的去办，病就好了。